# 12704 Tupolev
12704 Tupolev este un asteroid din centura principală de asteroizi.

## Descriere
12704 Tupolev este un asteroid din centura principală de asteroizi. A fost descoperit pe 24 septembrie 1990 la Observatorul de Astrofizică din Crimeea de Liudmila Juravliova și G. R. Kastel'. Asteroidul prezintă o orbită caracterizată de o semiaxă mare de 2,64 ua, o excentricitate de 0,20 și o înclinație de 1,2° în raport cu ecliptica.